# Мелашвили, Тенгиз Лукич
Тенгиз Лукич Мелашвили (23 февраля 1936) — советский футболист, нападающий. Мастер спорта СССР (1957).

## Биография
С 1954 года играл за дубль «Динамо» Тбилиси.
В 1956 году — в составе ОДО Тбилиси, в 1957 году в 29 играх забил 31 мяч.
С 1958 года — игрок основного состава «Динамо», всего в чемпионате провёл 125 матчей, забил 37 голов.
Первую половину сезона-63 провёл в «Локомотиве» Тбилиси.
Завершил карьеру в 1964 году в «Торпедо» Кутаиси.

## Достижения
- Бронзовый призёр чемпионата СССР: 1959, 1962.
- Финалист Кубка СССР: 1959/60.